# HMS Ocean (1805)
Pour les autres navires du même nom, voir HMS Ocean.
Le HMS Ocean est un vaisseau de ligne de 2e rang en service dans la Royal Navy au XIXe siècle.

## Conception et construction
Le HMS Ocean, conçu par John Henslow, est le seul navire de sa classe.
Commandé le 4 mai 1797, il est construit aux chantiers navals de Woolwich à partir du 1er octobre 1802 et lancé le 24 octobre 1805.
Long de 196 pieds (environ 60 m) et large de 51 pieds (environ 16 m), le vaisseau déplace 2 328 tonnes pour un tirant d'eau de 21 pieds et 6 pouces (soit environ 6,55 m). Le navire est armé de 28 canons de 32 livres sur le pont-batterie principal, 30 canons de 18 livres sur le pont-batterie médian, 30 canons de 18 livres sur le pont-batterie supérieur et 10 canons de 12 livres sur les gaillards, pour un total de 98 canons.

## Service actif
Le HMS Ocean sert un temps de navire amiral au vice-amiral Cuthbert Collingwood en mer Méditerranée.

## Dernières années
Le vaisseau est converti en navire-dépôt en 1841 puis démoli en 1875.
Sa figure de proue est conservée à Queenborough.